# Золотой лёд
«Золотой лёд» (англ. The Cutting Edge) — американская спортивная романтическая комедия 1992 года режиссёра Пола Майкла Глейзер. Автор сценария — Тони Гилрой. Сюжет фильма повествует о богатой, темпераментной фигуристке Кейт Мозли (её играет Мойра Келли), чьим партнёром для участия в Олимпийских играх в парном катании становится бывший игрок в хоккей Даг Дорси (в исполнении Д. Б. Суини). Кульминационный момент фильма происходит на XVI Зимних Олимпийских играх в Альбервиле, Франция.

## Сюжет
Кейт Мозли — фигуристка мирового класса, представляющая Соединённые Штаты в парном разряде на Зимних Олимпийских играх 1988 года в Калгари (Канада). У неё настоящий талант, но годы беззаботной жизни с богатым вдовцом-отцом сделали работу с ней невозможной.
Даг Дорси — капитан сборной США по хоккею на той же зимней Олимпиаде. За несколько минут до игры он и Кейт сталкиваются в коридоре ледовой арены. Во время игры Даг получает травму головы, которая на всю жизнь повреждает его периферическое зрение, лишая его возможности играть в НХЛ и вынуждая уйти из хоккея. Во время выступления партнёр роняет Кейт, очевидно случайно, хотя и без признаков сожаления или беспокойства, и это падение лишает их шанса на золотую медаль.
Во время подготовки к Зимним Олимпийским играм 1992 года в течение следующих двух лет Кейт отталкивает всех потенциальных партнёров по фигурному катанию своим требовательным отношением и перфекционизмом. Её тренеру, уроженцу России, Антону Памченко, приходится искать замену — человека со стороны, не знающего об избалованности Кейт. Он решает пригласить на эту роль Дага, который вернулся домой в Миннесоту, работает на сталелитейном заводе, подрабатывает плотником, живёт со своим братом и играет в Лиге хоккейных баров. Отчаявшись получить еще один шанс на олимпийскую славу, Даг соглашается стать партнёром Кейт, хотя презирает фигурное катание.
Высокомерное поведение Кейт, примадонны, сразу же действует ему на нервы, и их первые несколько тренировок проходят не очень хорошо. Тем не менее, взаимное уважение между ними растёт, поскольку оба стремятся превзойти друг друга. По мере того, как их отношения становятся теплее, они учатся не обращать внимание на разногласия. Кейт даже начинает защищать Дага перед своим бывшим тренером, который оскорбляет их, а Даг защищает свой необычный выбор спорта перед собственной семьей и друзьями, которые, ожидаемо, насмехаются над ним.
На Чемпионате США, несмотря на сильные выступления в короткой и произвольной программах, они поначалу занимают третье место, и олимпийские мечты разбиваются вдребезги. Но когда одна из ведущих пар падает во время соревнований, они выходят на второе место, зарабатывая место в олимпийской сборной.
Однако их потенциалу угрожает растущее влечение друг к другу.
В финале Олимпийских игр в Альбервиле они выглядят как одна из лучших пар, борющихся за золото. Прежде чем выйти на лед для решающего выступления, Даг признается Кейт, что влюбился в неё, отчего Кейт, переполненная эмоциями, решается на сложный трюк, придуманный Памченко. Они продолжают кататься со страстью, которой не проявляли раньше, безупречно исполняя «подкрутку Памченко». Кейт говорит Дагу, что тоже любит его, и они целуют друг друга на глазах у ликующей толпы.

## В ролях
| Актёр                 | Роль           |
| --------------------- | -------------- |
| Даниэль Бернард Суини | Даг Дорси      |
| Мойра Келли           | Кейт Мосли     |
| Рой Дотрис            | Антон Памченко |
| Терри О’Куинн         | Джек Мосли     |
| Дуайр Браун           | Хейл Форрест   |
| Барри Флэтмэн         | Рик Таттл      |

## Критика
«Золотой лёд» вышел 27 марта 1992 года и собрал в мировом прокате 25 105 517 долларов.
Реакция критиков была неоднозначной. На сайте-агрегаторе рецензий Rotten Tomatoes у фильма 57 % положительных отзывов, основанных на 35 рецензиях, при этом сайт единогласно придерживается следующего мнения: «Отчасти надуманный роман, отчасти банальная спортивная драма». Аудитория, опрошенная CinemaScore, поставила фильму оценку «A-» по шкале от A до F.

## Музыка
Оригинальная партитура была написана Патриком Уильямсом. Музыкальную тему фильма «Feels Like Forever» исполнил Джо Кокер, а написали Дайан Уоррен и Брайан Адамс.

## Сиквелы
За фильмом последовало несколько сиквелов: «Золотой лёд 2: В погоне за золотом» (2006), «Золотой лёд 3: В погоне за мечтой» (2008) и «Золотой лёд 4: Огонь и лёд» (2010), каждый с разными актёрскими составами.